# Přední Boudy
Přední Boudy je osada, část obce Jesenice v okrese Příbram, v rámci části obce Boudy. Nachází se asi 3 km na jih od Jesenice. V roce 2011 zde žilo 12 obyvatel. Jižně od osady se nachází zřícenina hradu Zvěřinec. Severozápadně od Předních Bud protéká Novodvorský potok.